# Der Tod am Hochzeitstage
Der Tod am Hochzeitstage oder Mann, Frau, Kind, ist ein Zauberspiel in zwey Akten von Johann Nestroy. Das Stück entstand 1829 und wurde am 18. August desselben Jahres am Theater in der Josefstadt in Wien uraufgeführt.

## Inhalt
Max Stixlmann soll von der Räuberbande wegen seiner Faulheit im Wald ausgesetzt und den Soldaten überlassen werden; er bittet um Gnade:
„Ich will mich bessern, fleißig rauben will ich, alle Tag will ich rauben.“
Er belauscht die Hexen und die schwarze Gestalt, die beschließen, mit Hilfe des eigensinnigen Herrn von Dappschädl seine Untertanen ins Unglück zu stürzen, doch die Traumkönigin Lunara will diese Pläne durchkreuzen. Weil Stixlmann Carls Brieftasche findet, nimmt ihn dieser aus Dankbarkeit mit zum Gutshaus Dappschädls. Dessen Frau ist vor 25 Jahren gestorben und er spielt seither den Tieftrauernden, was ihn nicht hindert, allen Mädchen nachzustellen. Nur Hochzeiten verbietet er auf seinem Gutsbesitz, vor allem die zwischen Carl und Henriette. Als Dappschädl und Stixlmann auf der Jagd in der Hütte Lunaras übernachten wollen, versenkt sie die beiden in einen tiefen Schlaf, um besonders Dappschädl von seinem Glauben zu kurieren, er wäre mit seiner Frau der glücklichste Mensch geworden. Auch Stixlmann will sie seine fixe Idee austreiben:
„Ein altes Weyb möcht ich seyn, dann wär ich der glücklichste Mann auf der Welt.“
Im ersten Traum von 1804 ist Dappschädl gerade kurz verheiratet, hat aber dennoch nur Amouren im Kopf. Besonders mir Miss Lunar will er unbedingt ein Rendezvous erreichen, während ihn gleichzeitig Siegwart erpresst, da er seiner „unschuldigen“ Schwester die Ehre geraubt habe. Frau Dappschädl ist wiederum in Siegwart verschossen, der bei ihr einsteigt und von Dappschädl überrascht wird. Nach dem Erwachen gibt Dappschädl zu, zwar selber nicht für die Ehe geschaffen zu sein, seine Gattin aber wäre umso glücklicher geworden.
Der zweite Traum von 1804 schließt direkt an den ersten an. Frau Dappschädl will ihrem Gatten, der gar nicht da, sondern auf Liebespfaden unterwegs ist, eine Arie vorsingen. Siegwart kommt neuerlich zu ihr und sie versteckt ihn rasch, da Dappschädl heimkommt. Siegwart wird entdeckt, Frau Dappschädl erfährt von den Liebeleien ihres Gatten und fällt wegen all dieser Kalamitäten in Ohnmacht. Nun muss Dappschädl Lunara zugestehen, dass auch seine Gattin in der Ehe nicht glücklich geworden wäre, glaubt aber, ein gemeinsames Kind hätte ein wunderbares Leben gehabt.
Im Traum von 1807 ist Dappschädls Kind zwei Jahre alt, die Eltern kümmern sich nicht um die Erziehung, sondern überlassen alles der gefühlsrohen und mannstollen Frau Stixl. Diese findet das Kind aber nur lästig, da sie lieber ausgehen möchte, deshalb bindet sie das weinende Kind an den Bettpfosten und läuft zu einem Rendezvous.
Nun sind Dappschädl und Stixlmann von ihren dummen Wünschen geheilt. Allerdings ist Dappschädl der gleiche Tyrann für seine Untergebenen geblieben, denn hat er vorher strikt verboten, dass jemand auf seinem Gutsbesitz heiratem dürfe, so befiehlt er nun:
„Alles muss heirathen, alles! Grund! Er heirath auch, sonst jag ich ihn fort.“

## Werksgeschichte
Nestroy schrieb dieses Stück eigens für sein Gastspiel im Wiener Theater in der Josefstadt, wo er 1829 auf Engagement auftrat. Er verarbeitete darin die bösen Erlebnisse mit seiner Gattin Wilhelmine Nespiesni, die ihn und den dreijährigen Sohn Gustav 1827 wegen einer Affäre mit dem Grafen Adalbert Batthyány verlassen hatte. Ähnlich wie in Dreyßig Jahre aus dem Leben eines Lumpen scheint auch hier das glückliche Ende des Stückes nur unglaubwürdig konstruiert zu sein. Das vordergründig „Besserungsstück“ genannte Werk ist deshalb eher als bittere Abrechnung zu sehen – nicht nur mit dem persönlichen Erleben, sondern auch mit der Gesellschaft seiner Zeit im Allgemeinen. Dazu passt, dass die schwarze Gestalt (die wegen der Kritik nicht Teufel genannt werden durfte) zum wirkungslosen, skurril gezeichneten Popanz in einer ganz ohne sein Zutun verderbten Umwelt abgewertet wird und die einzige komische Figur im Stück bleibt – eine Hexe nennt ihn spöttisch „povre diable“ (Act 1, Scene 6).
Eine literarische Vorlage für das Stück ist nicht feststellbar. Ein Einlageblatt im erhalten gebliebenen Theatermanuskript könnte auf eine zweite Fassung des Werkes hinweisen, es handelt sich dabei um ein Fragment mit einem neuen Monolog Grunds und Dappschädls Arie und Monolog (Act 1, Szene 9 und 10).
Die Wiener Theaterzeitung Adolf Bäuerles schrieb am 11. Juli 1829 als Vorankündigung:
Personen, welche einen Blick in das Manuscript geworfen haben, glauben diesem jüngsten Kindlein der Nestroyschen Laune eine günstige Aufnahme von Seite des Publikums versprechen zu dürfen.
In der Allgemeinen musikalischen Zeitung erschien im November 1829 (No. 46) folgende Kritik:
Am 18ten, ebendaselbst [im Josephstädter Theater]: ›Der Tod am Hochzeitstage,‹ oder ›Mann, Frau, Kind;‹ Zauberspiel in zwey Akten von Nestroy, Schauspieler in Grätz, welcher dasselbe in dem Cyclus seiner hiesigen Gastdarstellungen in Scene brachte. Die Grundidee ist gerade nicht eben verwerflich, und gibt Stoff zu unterhaltenden Situationen; auch hat Hr. Kapellmeister Roser eine recht artige Musik dazu geliefert.
Weitere Vorstellungen fanden am 19. und 20. August statt, eine angebliche in Graz am 29. Dezember ist nicht belegt. Große Teile dieses Werkes hat Nestroy später für den Konfusen Zauberer verwendet. Der Wiener Literaturwissenschaftler Franz H. Mautner urteilt über das Werk:
[…] das längste und im Aufbau, im Szenischen und in der Sprache am reichsten und sorgfältigsten ausgearbeitete seiner frühen Stücke.
Johann Nestroy spielte in allen Aufführungen den Herrn von Dappschädl.

## Erläuterungen
Im Wienerischen bedeutet Dappschädl einen Dummkopf (von Tåpp = Tepp, Depp, Idiot).